# Scottish Open 1969
Die Scottish Open 1969 im Badminton fanden vom 17. bis zum 18. Januar 1969 im Corn Exchange in Edinburgh statt.

## Finalresultate
| Disziplin    | Sieger                         | Finalist                      | Ergebnis            |
| ------------ | ------------------------------ | ----------------------------- | ------------------- |
| Herreneinzel | Oon Chong Hau                  | Ray Sharp                     | 15-9, 15-4          |
| Dameneinzel  | Margaret Boxall                | Susan Whetnall                | 8-11, 11-4, 12-10   |
| Herrendoppel | Ray Sharp Paul Whetnall        | Robert McCoig Mac Henderson   | 18-16, 13-15, 18-14 |
| Damendoppel  | Margaret Boxall Susan Whetnall | Mary Bryan Yvonne Kelly       | 15-4, 15-6          |
| Mixed        | Roger Mills Susan Whetnall     | Robert McCoig Muriel Woodcock | 15-4, 15-7          |